# Tour Total
Tour Total är en skyskrapa i La Défense utanför Paris, Frankrike, belägen i kommunen Courbevoie. Byggnaden är oljebolaget Total Energies huvudkontor. Skyskrapan är med sina 187 meter och 48 våningar Frankrikes fjärde högsta skyskrapa, efter bland annat Tour First och Tour Montparnasse. 
Tour Total är delat i fem delar med olika höjder. De högsta delarna har 48 våningar följt av 44 och 37 våningar.